# Iron Man (película)
Iron Man (titulada Iron Man: el hombre de hierro en Hispanoamérica) es una película de superhéroes de 2008. Es la primera entrega del Universo cinematográfico de Marvel. La cinta fue dirigida por Jon Favreau, con un guion de Mark Fergus, Hawk Ostby, Art Marcum y Matt Holloway. Es protagonizada por Robert Downey Jr, Terrence Howard, Jeff Bridges, Shaun Toub y Gwyneth Paltrow.
La trama gira en torno a Tony Stark, un empresario e ingeniero, que construye un exoesqueleto motorizado y se convierte en Iron Man, un superhéroe tecnológicamente avanzado.
El proyecto de la película había comenzado desde 1990 en manos de Universal Pictures, Paramount Pictures, y New Line Cinema sucesivamente en varios momentos, antes que Marvel Studios readquiriera los derechos en 2005. Marvel puso al proyecto en producción como su primera película autofinanciada, con Paramount Pictures como su distribuidora. Favreau firmó como director, apostando por una idea naturalista, y eligió rodar el filme principalmente en California, rechazando el escenario de la Costa Este de los cómics para diferenciarla de varias películas de superhéroes que transcurren en entornos al estilo de Nueva York. Durante el rodaje, los actores tenían la libertad de crear sus propios diálogos, ya que la preproducción se centraba en la historia y acción. La creación del personaje principal resultó de una mezcla entre las versiones de goma y metal de las armaduras, creadas por la empresa de Stan Winston, e imágenes generadas por computadora.
Iron Man tuvo su premier en Sídney el 14 de abril de 2008, y se estrenó en cines el 2 de mayo. Recibió reseñas generalmente positivas de parte de la crítica y de la audiencia, con elogios en particular a la actuación de Downey como Tony Stark y recaudó más de $585 millones contra un presupuesto de $140 millones. El American Film Institute eligió a la cinta como una de las diez mejores del año. Una secuela, Iron Man 2, se estrenó el 7 de mayo de 2010, y otra, Iron Man 3, salió en cines el 3 de mayo de 2013. En 2022 fue seleccionada para su conservación en los EE. UU. por el National Film Registry de la Biblioteca del Congreso de Estados Unidos, al ser considerada «cultural, histórica o estéticamente significativa». En respuesta a la selección, Feige afirmó que su inclusión en el Registro de películas significaba que la película "ha superado la prueba del tiempo y sigue siendo significativa para el público de todo el mundo".

## Argumento
Anthony Edward Stark, que ha heredado la empresa de armamento Stark Industries de su difunto padre Howard Stark, está en una Afganistán devastada por la guerra con su amigo y enlace militar, el teniente coronel James Rhodes, para demostrar el nuevo misil «Jericó». Luego de la demostración, el convoy sufre una emboscada y Stark es herido de gravedad por un misil que usan los terroristas: irónicamente uno de los propios misiles de su compañía. Un grupo terrorista llamado los Diez Anillos lo captura y encarcela en una cueva. Yinsen, un doctor cautivo con él en la cueva, le implanta un electro magneto conectado a una batería de automóvil en el pecho de Stark para evitar que la metralla que lo hirió llegue a su corazón y eventualmente lo mate, ya que es médicamente imposible retirarla. Raza, líder de los Diez Anillos, le ofrece la libertad a Stark a cambio de construir un misil Jericó para el grupo, pero él y Yinsen saben que aunque realicen el trabajo no cumplirá su palabra de liberarlos.
Como la batería de automóvil comenzaba a quedarse sin energía, Stark construye en secreto un pequeño y poderoso generador eléctrico llamado Reactor Arc para darle energía a su electro magneto; posteriormente él y Yinsen crean un prototipo de armadura motorizada para ayudarlos a escapar. Conforme pasa el tiempo, ambos fingen construir el misil mientras terminan el traje, pero los Diez Anillos descubren sus intenciones y atacan el taller. Ya que el traje necesita algunos minutos para estar en línea, Yinsen se sacrifica retrasando a los terroristas. Cuando la armadura termina de cargarse, Stark lucha hasta salir de la cueva para encontrar a un Yinsen moribundo y le da las gracias por salvarle la vida, posteriormente incinera las armas de los Diez Anillos, escapa volando y acaba por estrellarse en el desierto. Poco después es rescatado por Rhodes y un equipo de Marines. Al regresar a casa y anuncia que su empresa dejará de manufacturar armas, lo que preocupa a Obadiah Stane, antiguo socio de su padre y gerente de la compañía, por lo que le advierte que podría arruinar Stark Industries.
En el taller de su casa, y asistido por su IA J.A.R.V.I.S., Stark construye una versión mejorada de la armadura, así también un nuevo Reactor Arc más poderoso para su pecho el cual consigue instalar con ayuda de su asistente personal Pepper Potts. Aunque Stane pide detalles de su proyecto, un Stark decide reservar el trabajo para sí mismo. Tras realizar una serie de pruebas y lograr a mantener el vuelo de forma más segura Tony ensambla el resto de la armadura y decide hacer una prueba de vuelo en el exterior, donde descubre que la armadura es susceptible al congelamiento cuando casi se estrella por elevarse demasiado, por lo que decide pintarla con una aleación de oro y titanio que la tiñe de rojo y dorado.
Durante un evento de caridad de su compañía, la reportera Christine Everhart encara a Stark señalando como un engaño su retiro del negocio de las armas, mostrándole unas fotos que muestran como su empresa no sólo comercia con los Diez Anillos, surtiéndolos con el misil Jericó, que han utilizado para atacar Gulmira, el pueblo natal de Yinsen. Stark comprende que alguien en su compañía continúa fabricando y traficando armas sin su aprobación, por lo decide encarar directamente a Stane, quien le revela que no esta de acuerdo con el cambio y que convenció a la junta directiva de la compañía de que le permitieran reemplazar a Tony en la jefatura.
Mientras da mantenimiento a la armadura, Stark descubre que los estabilizadores pueden emitir disparos de energía por lo que decide usarla y volar hasta Afganistán, donde salva a los aldeanos y acaba con los terroristas, destruyendo en el proceso todo el arsenal que estos tenían en su poder. Mientras vuela a casa, dos aviones Raptor F-22 estadounidenses lo atacan y se ve forzado a revelar su identidad secreta a Rhodes a través de su teléfono móvil en un intento de que cesen el ataque.
Mientras tanto, los Diez Anillos recolectan las piezas del primer traje de Stark y se reúnen con Stane, quien revela ser el responsable directo del tráfico de armas y quien orquestó el secuestro para reemplazar a Tony como director ejecutivo de Stark Industries. Stane y sus hombres asesinan a los Diez Anillos y se apoderan de los restos de la armadura; posteriormente ordena a sus mejores ingenieros que creen una versión mejorada con ingeniería inversa.
En busca de rastrear los envíos ilegales de su compañía, Stark envía a Pepper a piratear su base de datos y ella descubre la conspiración de Stane para matar a Stark, por lo que se reúne con el agente Phil Coulson de S.H.I.E.L.D., para informarle las actividades de Stane.
Ya que los científicos de Stane no logran duplicar el reactor Arc, Stane embosca a Stark en su casa y toma el que está en su pecho. Stark logra tomar su reactor original para reemplazarlo y parte a enfrentarlo a pesar de que el enorme consumo de su armadura descargará este reactor en pocos minutos. Potts y varios agentes de S.H.I.E.L.D. intentan arrestar a Stane, pero él se pone su traje y los ataca. Stark combate a Stane, pero es superado al carecer de potencia para su traje. La lucha conduce a Stark y Stane a la cima del edificio de la compañía, donde Tony instruye a Potts para que sobrecargue un enorme prototipo del Reactor Arc creado por su padre, esto libera una enorme subida de tensión que causa que Stane y su armadura caigan en el reactor en explosión, matándolo.
Al día siguiente, en una conferencia de prensa, Stark desafía las sugerencias de S.H.I.E.L.D. y admite públicamente ser «Iron Man», nombre que ha dado la prensa al hasta entonces misterioso usuario de la armadura.
En una escena poscréditos, el director de S.H.I.E.L.D. Nick Fury visita a Stark en su casa, le dice que Iron Man no es «el único superhéroe en el mundo» y le explica que quiere discutir su participación en la «Iniciativa Vengadores».

## Reparto

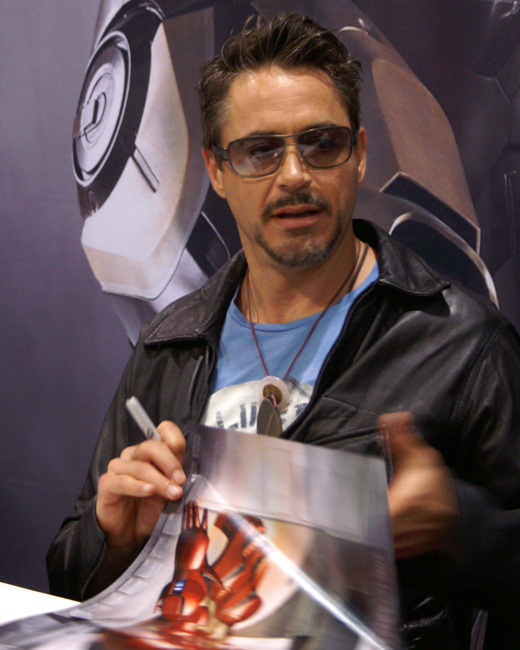
Downey promocionando la película en la Convención Internacional de Cómics de San Diego de 2007.

- Robert Downey Jr. como Tony Stark / Iron Man.
- Terrence Howard como Coronel James "Rhodey" Rhodes.
- Jeff Bridges como Obadiah Stane / Iron Monger.
- Shaun Toub como Yinsen.
- Gwyneth Paltrow como Virginia "Pepper" Potts.
- Leslie Bibb como Christine Everhart.
- Faran Tahir como Raza.
- Clark Gregg como Agente Phil Coulson.
- Bill Smitrovich como el General Gabriel.
- Sayed Badreya como Abu Bakaar.
- Paul Bettany como J.A.R.V.I.S..
- Jon Favreau como Happy Hogan.
- Peter Billingsley como William Ginter Riva.
- Tim Guinee como Major Allen.
- Eileen Weisinger como Ramirez.
- Gerard Sanders como Howard Stark.
- Samuel L. Jackson como Nicholas "Nick" Fury.
- Stan Lee como él mismo.

### Descripciones
- Robert Downey Jr. como Tony Stark / Iron Man:

Un magnate, genio inventor, y consumado mujeriego, es el director ejecutivo de Industrias Stark, la mayor productora de armas para el Ejército de Estados Unidos. Para el papel, Favreau planeaba contratar a un recién llegado al campo cinematográfico, pero finalmente se inclinó por Downey, fan de los cómics del personaje, puesto que sentía que el pasado del actor encajaba perfectamente con todo lo asociado al personaje, por lo que este resultaba la «mejor elección». «Los mejores y peores momentos de la vida de Robert habían estado abiertos al público», explicó el director, «Downey tuvo que encontrar un equilibrio interno con el fin de superar los obstáculos que se dieron más allá de su carrera. Ese es Tony Stark. Robert lleva consigo una profundidad que va más allá de un personaje de historietas que está teniendo problemas en la secundaria, o que no puede conseguir a su chica». Asimismo, Favreau tuvo la sensación de que Downey haría de Stark un «idiota simpático», pero que también representaría un auténtico viaje emocional una vez que se ganara al público. El actor tuvo su propia oficina al lado del director durante la preproducción, lo que dio paso a su intensa participación en el proceso de composición del guion. Además, contribuyó en lo que corresponde al sentido del humor presente en la película que en los primeros borradores del guion no aparecía. Expuso lo siguiente:

Lo que usualmente odio acerca de estas películas [de superhéroes] es que cuando el tipo a quien estás siguiendo de repente se convierte en Dudley Do-Right, se supone entonces que debes creerte todo su «¡Hagamos algo para bien!», un asunto al estilo Eliot Ness con capa. Lo que en verdad se me hizo importante era no cambiar tanto al personaje puesto que sea irreconocible. Cuando alguien solía ser un idiota y ya no lo es, con suerte aún posee sentido del humor.

Para adaptarse a su papel, Downey dedicó cinco días de la semana a entrenar con pesas y practicar artes marciales con la finalidad de ponerse en forma, situación a la que se refirió como beneficiosa, ya que «es difícil no tener una crisis de personalidad [...] después de varias horas en ese traje. Estoy recordando cada momento terapéutico que se me ocurre a cada momento solo para pasar el día».

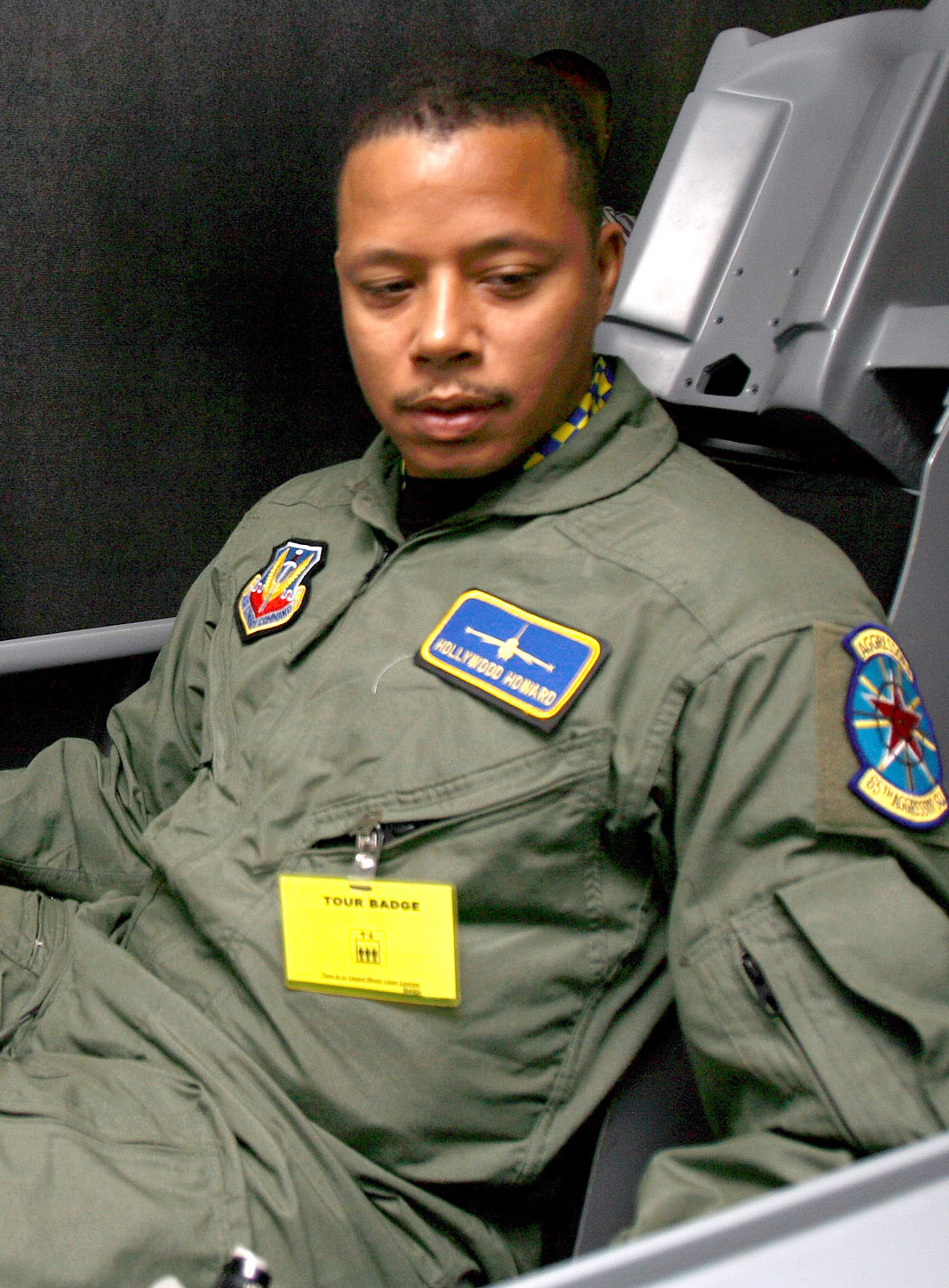
Howard preparándose para el papel en un simulador de vuelo en F-16.

- Terrence Howard como el teniente coronel James «Rhodey» Rhodes:

Un amigo de Stark y conexión militar entre Industrias Stark y la Fuerza Aérea de Estados Unidos en el departamento de adquisiciones, específicamente del desarrollo de armamento. Favreau le otorgó el papel a Howard con el presentimiento que haría una buena interpretación de Máquina de Guerra en alguna futura secuela. El actor se preparó para su papel visitando la Base de la Fuerza Aérea Nellis el 16 de marzo de 2007, donde comió con los pilotos y observó helicópteros de rescate HH-60 Pave Hawk y F-22 Raptors. Mientras que en los cómics se describe a un Rhodes malicioso tras conocer a Stark, su carácter disciplinario inicial forma una dinámica cómica con el héroe, además que se vuelve inseguro que las acciones de su amigo sean aceptables o no. «Rhodey está completamente decepcionado por cómo Tony ha pasado toda su vida, pero a partir de cierto punto se percata que probablemente existe otro camino por seguir,» manifestó Howard. «¿Cuál vida es el camino correcto: acaso es la estricta vida militar, o la vida de un independiente?» Howard y su padre son fanes de Iron Man, dado en parte a que Rhodes era uno de los pocos superhéroes de tez negra cuando era niño. Asimismo, se hizo fanático de Downey después de verlo en Weird Science, y ambos competían físicamente en el plató.
- Jeff Bridges como Obadiah Stane / Iron Monger:

El mentor, amigo y segundo al mando de Stark, que trata de apoderarse de la empresa, y finalmente construye su propio traje de hierro para combatirlo. Bridges solía leer los cómics del personaje cuando era niño y la agradaba el enfoque moderno y realista de Favreau. Para el papel, el actor se afeitó la cabeza, cosa que había querido hacer desde hace tiempo, y se dejó crecer una barba gris. Buscó en Google el Libro de Abdías —del inglés: Book of Obadiah—, con lo que se sorprendió tras saber que la retribución es un tema importante de ese libro en particular de la Biblia, lo que de cierta forma Stane simboliza. Muchas de las escenas de su personaje quedaron fuera de la película en el proceso de edición final con el objetivo de resaltar más a Stark, pero los guionistas percibieron que la interpretación de Bridges como el antagonista posibilitó la aplicación del principio «menos es más».
- Gwyneth Paltrow como Virginia «Pepper» Potts:

La asistente personal de Stark y su incipiente interés amoroso. Paltrow solicitó a los ejecutivos de Marvel que le enviaran cualquier cómic que consideraran relevante como para permitir que comprendiera a su personaje, a quien consideraba muy inteligente, sensata, y con los pies en la tierra. Admitió que le complacía «el hecho que sí hay sexualidad [en la película], pero no es tan evidente». Favreau quería que el vínculo entre Potts y Stark tuviera reminiscencias con comedias de la década de 1940, asunto al que Paltrow se refirió como divertido de una manera sexy y a la vez inocente.
- Shaun Toub como Yinsen:

Prisionero compañero de Stark, que injerta un electromagneto en el pecho del protagonista «para evitar que los fragmentos de metralla que lo hirieron alcancen su corazón y lo maten», y lo ayuda a construir el Mark I para que escape.
- Faran Tahir como Raza:

El líder de los Diez Anillos. Tahir es un aficionado a los cómics del personaje, por lo que procuró invertir algo de humanidad en sus secuaces: «Traté de encontrar maneras de mostrar que pese a que [Raza] pueda ser el tipo malo, posiblemente haya algún momento o solamente una pizca de vulnerabilidad, en los que no ha hecho los cálculos correctos o hay un cierto grado de duda. Jon fue muy receptivo en esa clase de cambios de capas de personalidad».
- Clark Gregg aparece como Phil Coulson, un agente de S.H.I.E.L.D.[21]

- Paul Bettany como J.A.R.V.I.S.:

El programa de computadora con inteligencia artificial y sistema personal de Stark, el cual apoya a este último en la construcción y programación del traje de Iron Man. El nombre del personaje procede de Edwin Jarvis, personaje que hace aparición en los cómics y que sirve como mayordomo de Stark. En la novelización de la película que escribió Peter David, se revela que J.A.R.V.I.S. es un acrónimo de «Just A Rather Very Intelligent System» —del español: solo un sistema muy inteligente—. Bettany prestó su voz como favor a Favreau (tras haber trabajado a su lado en Wimbledon) y mencionó que, durante una sesión de grabación de dos horas, no tenía conocimiento en lo absoluto de para qué cinta estaban grabando sus líneas.
- El director Jon Favreau como Happy Hogan, el guardaespaldas y chofer de Stark.[8]

- Leslie Bibb interpreta a Christine Everhart, una reportera de la revista Vanity Fair;[24]

- El cantante de rap Ghostface Killah había hecho un cameo en una escena en la que Stark se hospeda brevemente en Dubái, pero finalmente la escena quedó fuera de la versión estrenada en cines por motivos de ritmo.[25]

- Tom Morello, que proporcionó música de guitarra adicional para el filme, como un guardia terrorista;[26] y Jim Cramer como sí mismo.[27]

- Stan Lee como sí mismo, a quien Stark confunde con Hugh Hefner en una fiesta;[28]

- Samuel L. Jackson tiene un cameo como Nick Fury, director de la agencia, en una escena después de créditos.[29] Previamente, el rostro de Jackson se había utilizado –con su aprobación– como modelo la versión de Nick Fury de Ultimate Marvel.[30]

## Producción

### Desarrollo
En abril de 1990, Universal Studios compró los derechos para desarrollar una película de Iron Man. Stuart Gordon iba a ser el encargado de dirigir una cinta de bajo presupuesto basada en el personaje, pero para febrero de 1996, Universal vendió los derechos a 20th Century Fox.
En enero de 1997, el actor Nicolas Cage expresó interés en interpretar el papel principal, mientras que en septiembre de 1998 Tom Cruise manifestó su deseo de producir y protagonizar la nueva cinta. Jeff Vintar y el cocreador de Iron Man, Stan Lee, escribieron un borrador del argumento, el cual Vintar adaptó a un guion, que incluía una nueva historia de origen para el personaje, en la cual MODOK sería el villano principal. En mayo de 1999, Jeffrey Caine (guionista de GoldenEye) reescribió el guion de Vintar, mientras en octubre, el estudio se acercó a Quentin Tarantino para escribir y dirigir Iron Man. Fox finalmente le vendió los derechos a New Line Cinema en diciembre de ese año, razonando que aunque el guion de Vintar y Lee era fuerte, el estudio tenía demasiados superhéroes de Marvel en desarrollo, y «no podemos hacerlos a todos».
Para julio de 2000, Ted Elliott, Terry Rossio, y Tim McCanlies comenzaban a escribir la película para New Line. El guion de McCanlies incorporaba la idea de agregar un cameo de Nick Fury en la cinta para realizar otro filme basado en dicho personaje. En junio de 2001, el estudio entró en negociaciones con Joss Whedon, un fan del personaje de Iron Man, para que fuera el director, y en diciembre de 2002, McCanlies había presentado un guion completo. En diciembre de 2004, New Line contrató al director Nick Cassavetes para que se encargara del proyecto, teniendo como objetivo un estreno en 2006. Alfred Gough, Miles Millar y David Hayter escribieron los borradores del guion, en donde Iron Man se enfrentaba a su padre Howard Stark, el cual se convertía en Máquina de Guerra.
Después de dos años de desarrollo fallido, y tras el deterioro del contrato con Cassavetes, New Line Cinema le regresó los derechos a Marvel. En noviembre de 2005, Marvel Studios trabajó en el desarrollo de la película desde cero, y anunció que Iron Man sería su primera película independiente, puesto que el personaje era el único conocido de la empresa que no había sido adaptado al cine en acción en vivo. Según el productor asociado Jeremy Latcham, «buscamos a alrededor de 30 guionistas y todos se abstuvieron», diciendo que no estaban interesados en el proyecto dada la relativa oscuridad del personaje y puesto que era una producción independiente de Marvel. Incluso las reescrituras, cuando la película tuvo un guion, llevaron a varias negativas.

### Preproducción
En abril de 2006, el estudio contrató a Jon Favreau para dirigir la película. El cineasta había querido trabajar de nuevo junto al productor de Marvel, Avi Arad, desde su colaboración en la cinta Daredevil. Para celebrar su contratación, se sometió a dieta y logró bajar de peso 70 libras (32 kg). El director encontró la oportunidad de crear una «definitiva película de espías» políticamente ambiciosa con Iron Man, y citó como inspiración a los personajes de las novelas de Tom Clancy, a James Bond y a RoboCop. También describió su experiencia respecto al proyecto, pues consideraba que era la primera película independiente que dirigía, como «si Robert Altman hubiera dirigido Superman: The Movie», e incluso mencionó a Batman Begins como una inspiración. El director deseó hacer de Iron Man una historia sobre un hombre adulto que literalmente se reinventa a sí mismo después de descubrir que el mundo es en realidad más complejo de lo que creía. Favreau cambió la idea del origen del personaje en la guerra de Vietnam por la guerra de Afganistán, ya que quería que la película fuera contemporánea. Arthur Marcum y Matt Holloway se encargarían de la composición del guion, mientras Mark Fergus y Hawk Ostby escribieron otra versión, con el realizador compilando los guiones de ambos equipos, y John August luego perfeccionó la versión combinada. Favreau también llamó al grupo que editaba y diseñaba los cómics —entre los que figuraban Mark Millar, Brian Michael Bendis, Joe Quesada, Tom Brevoort, Axel Alonso y Ralph Macchio— para que dieran consejos sobre el guion. El director, ya que se preparó para rodar Iron Man en un complejo que había sido propiedad de Hughes Aircraft, fue en una excursión con Robert Downey Jr. a SpaceX, fundada por Elon Musk, quien inspiró al personaje de Stark. Dijo el actor: «Elon era alguien con quien Tony posiblemente pasaba el rato e iba de fiesta, o más probable, fueron a alguna extraña caminata en la selva juntos para beber brebajes con los chamanes.»
La elección del villano resultó difícil, puesto que Favreau consideraba que el archienemigo de Iron Man, el Mandarín, no se vería realista, en especial después de que Mark Millar diera su punto de vista en cuanto al guion. El director sintió que solo en una secuela, con un tono diferente, la fantasía de los anillos del Mandarín sería apropiada. La decisión de ponerlo en un segundo plano es comparable con los personajes de Sauron en El Señor de los Anillos, o Palpatine en Star Wars. Favreau también quería que Iron Man se enfrentara a un enemigo gigantesco. El cambio del Mandarín por Obadiah Stane se concretó una vez que Bridges entró al reparto, aunque originalmente se suponía que Stane sería el villano en la secuela. En los guiones iniciales, el Dínamo Carmesí aparecía como el enemigo principal. El realizador sintió que era importante incluir varias alusiones para los fanes de los cómics, como darle a los aviones de caza que persiguen al hombre de hierro los indicativos de «Whiplash 1» y «Whiplash 2», una referencia al malvado personaje Latigazo —del inglés: Whiplash—, o como incluir el escudo del Capitán América en el taller de Stark. El escritor de cómics Brian Michael Bendis escribió la escena después de créditos en la que aparece Samuel L. Jackson.

### Rodaje

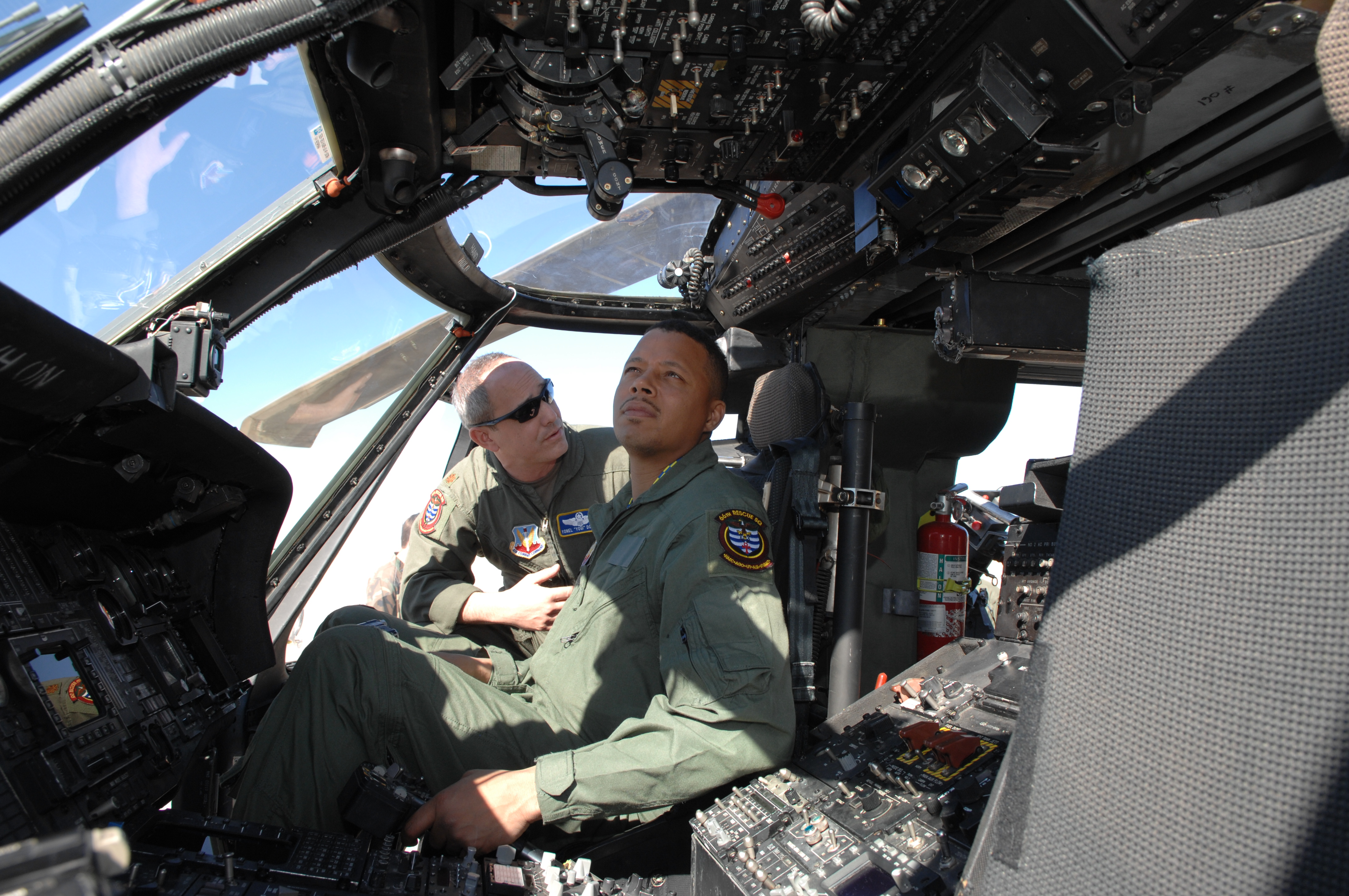
Terrence Howard preparándose para su papel en la Base de la Fuerza Aérea Nellis.

La producción se realizó en los antiguos platós de la Hughes Company ubicados en Playa Vista, Los Ángeles, California. Ya que Howard Hughes había sido una de las influencias para el personaje de cómic, los cineastas mencionaron la coincidencia que significaba filmar a Iron Man creando la armadura voladora «Mark III» en el mismo lugar donde se había construido el Hughes H-4 Hercules. Favreau descartó el hecho de rodarla en el escenario de la Costa Este de los Estados Unidos que se detalla en los cómics, dado que muchas películas de superhéroes ya habían trascurrido allí. El rodaje comenzó el 12 de marzo de 2007, con las primeras semanas enfocadas en el cautiverio de Stark en Afganistán. La cueva en la que el protagonista está encarcelado era un set de 150 (137 m) a 200 yardas (183 m) de largo, cuyas cavernas contenían bifurcaciones movibles que daban mayor libertad al equipo de rodaje. El diseñador de producción J. Michael Riva vio imágenes de un combatiente talibán en Afganistán y pudo notar el frío aliento mientras hablaba; al darse cuenta del intenso frío en las remotas cuevas, colocó un sistema de aire acondicionado en el set. De igual modo solicitó consejos de Downey en cuanto a objetos improvisados en prisión, tales como un calcetín para preparar té. Más tarde se filmó lo relacionado con la captura del protagonista en Lone Pine, y otras escenas en exteriores que supuestamente suceden en Afganistán se rodaron en la dunas de arena de Olancha, donde el equipo afrontó dos días de vientos de una velocidad de 40 (64 km/h) a 60 millas por hora (97 km/h). El rodaje en la Base de la Fuerza Aérea Edwards se inició a mediados de abril, y finalizó el 2 de mayo. Las secuencias exteriores de la casa de Stark fueron el resultado de una composición digital sobre imágenes de Point Dume en Malibú, mientras el interior fue una construcción en Playa Vista, donde Favreau y Riva querían que luciera un aspecto menos futurista y más «mecánico». El rodaje culminó el 25 de junio de 2007 en el Caesars Palace de Las Vegas, Nevada. Favreau, un recién llegado al ámbito del cine de acción, remarcó: «Estoy sorprendido por cómo cumplí con el programa. Pensé que iban a presentarse muchos contratiempos». Contrató a «gente que es buena en crear acción» con el propósito que «la historia humana [parezca] como si perteneciera al género de los cómics».
Asimismo, hubo bastante improvisación en los diálogos, dado que el guion no estaba completo para cuando el rodaje dio inicio (los cineastas se habían enfocado solamente en la planificación de la acción y que la historia tuviera sentido). Favreau reconoció que la improvisación daría lugar a una película más natural. Algunas secuencias se filmaron con dos cámaras para capturar las líneas que dijeran los actores en escena. Por ello, se realizaron una gran cantidad de tomas, ya que Downey quería probar algo nuevo en cada una de ellas. Fue su idea el hecho que Stark se sentara en el suelo en una rueda de prensa, al igual que el discurso en el que el personaje hace una demostración del misil Jericó. Brian Michael Bendis escribió tres páginas de diálogo para la pequeña secuencia del cameo de Nick Fury, de las cuales únicamente quedaron las líneas que la producción consideraba mejores para filmar. La breve escena fue rodada con un pequeño equipo de producción para que se mantuviese en secreto, pero el intento resultó fallido, ya que aparecieron rumores en Internet pocos días después. Por lo tanto, Kevin Feige, un representante de Marvel Studios, ordenó que la escena se retirara de todos los preestrenos de la película a fin de mantener la «sorpresa» y mantener a los fanes en la incertidumbre.
La película se rodó con cámaras Panavision de 35 mm, dando como resultado un aspecto de 2.35:1. Asimismo, los estudios de DeLuxe, EFILM Digital Laboratories y FotoKem Laboratory prestaron sus servicios para la edición de la cinta en cuanto a sus efectos especiales.

### Posproducción

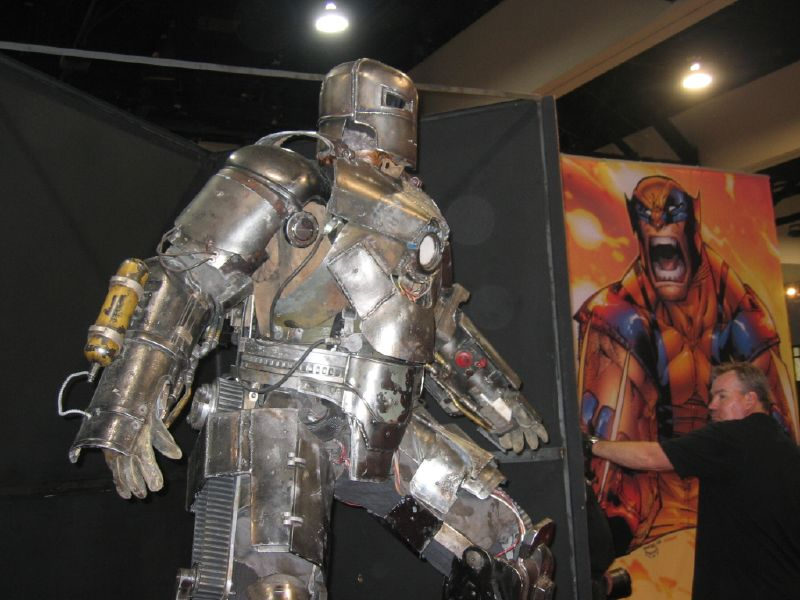
Modelo de la armadura «Mark I» que utiliza Tony Stark para avanzar entre las tropas del grupo terrorista de los Diez Anillos.

Favreau quería que la película mostrara de manera creíble la construcción de la armadura, por lo que incluyó las tres etapas de su diseño. Stan Winston, un fanático del cómic, y su compañía hicieron dos versiones para la armadura, una a base de metal y otra de plástico. Además, este equipo ya había trabajado en otra producción de Favreau, Zathura. La principal preocupación del director era que la transición entre los trajes generados por computadora y los prácticos fuera demasiado obvia. El estudio contrató a Industrial Light & Magic (ILM) para crear la mayoría de los efectos especiales, y The Orphanage y The Embassy se encargaron de los detalles; Favreau se interesó en ILM después de ver su trabajo en Piratas del Caribe: en el fin del mundo y Transformers. El diseño del Mark I debía parecer construido con piezas de repuesto. En particular, la parte posterior está menos recubierta que la frontal, ya que en la cinta se muestra que Stark utiliza la armadura para avanzar entre las tropas del grupo terrorista. Además se deja prever el diseño de la armadura de Stane. Se construyó una única versión de 90 libras (41 kg), lo que ocasionó preocupación cuando un doble de riesgo cayó con ella puesta, aunque ni él ni el traje recibieron daños. La armadura estaba diseñada de tal manera que solo se tuviera que usar la parte superior en las tomas respectivas. The Embassy creó una versión digital del modelo Mark I. Los Stan Winston Studios construyeron una versión animatrónica de «Iron Monger» de 10 pies (3 m) de alto y con un peso de 800 libras (363 kg), un término que Stane le acuña a Stark al inicio de la película como una referencia, aunque en realidad nunca se nombra así a la armadura. La pieza requirió de cinco operadores para controlar solo los brazos, y se armó un cardán para simular que el robot caminaba. Se usó un modelo a escala para las escenas que mostraban la construcción de dicho traje.
El Mark II se asemeja a un prototipo de avión, con aletas visibles. Uno de los artistas del cómic del superhéroe, Adi Granov, se encargó del diseño del Mark III junto al dibujante Phil Saunders. Los diseños de Granov fueron la principal inspiración para los de la película; poco después de haber descubierto que sus trabajos aparecían en la página personal de Favreau, el artista se unió al equipo de producción. Saunders modernizó el arte conceptual de Granov, de manera que tuviera una apariencia más esbelta y menos caricaturesca. En algunas ocasiones, Downey solo usaba el casco, los guantes y la coraza de la armadura sobre un traje especial para capturar sus movimientos. Para que las tomas en las que la Mark III vuela se vieran realistas, se animaron de tal manera que pareciera que el personaje despega lentamente y aterriza con rapidez. Para efectuar las tomas en las que Iron Man se enfrenta a los F-22 Raptors, las cámaras filmaron en el aire para que dieran la sensación física de un vuelo, y para crear los efectos del viento y de la escarcha sobre los lentes. Para obtener más información sobre el efecto físico del vuelo, el equipo grabó a un grupo de paracaidistas en un túnel de viento vertical. Saunders creó el arte conceptual de la armadura de Máquina de Guerra puesto que al principio se había planeado incluirla en la película, pero «fue eliminada del guion casi a la mitad de la etapa de preproducción». El artista mencionó que dicho traje «iba a llamarse Mark IV y habría tenido partes intercambiables con armas que se usarían sobre el Mark III original,» y que «Tony se la habría puesto en la secuencia de la batalla final».

#### Doblaje
| Intérpretes       | Personaje                              | Doblaje Hispanoamérica | Doblaje España      |
| ----------------- | -------------------------------------- | ---------------------- | ------------------- |
| Robert Downey Jr. | Tony Stark / Iron Man                  | Idzi Dutkiewicz        | Juan Antonio Bernal |
| Terrence Howard   | Teniente coronel James «Rhodey» Rhodes | Javier Rivero          | Rafael Calvo        |
| Jeff Bridges      | Obadiah Stane                          | José Luis Orozco       | Salvador Vives      |
| Gwyneth Paltrow   | Virginia «Pepper» Potts                | Yotzmit Ramírez        | Alicia Laorden      |
| Shaun Toub        | Ho Yinsen                              | Roberto Mendiola       | Yuri Mykhaylychenko |
| Clark Gregg       | Agente Phil Coulson                    | Ricardo Tejedo         | Alberto Mieza       |
| Paul Bettany      | J.A.R.V.IS.                            | Milton Wolch           | Víctor Iturrioz     |
| Jon Favreau       | Happy Hogan                            | Andrés García          | Miguel Marquillas   |
| Leslie Bibb       | Christine Everhart                     | Dulce Guerrero         | Marta Barbará       |
| Samuel L. Jackson | Coronel Nick Fury                      | Gerardo Vásquez        | Miguel Ángel Jenner |

## Música
El compositor Ramin Djawadi, fan de los cómics del personaje que aún tiene números de fines de la década de 1970, también se ha enfocado en el género musical heavy metal desde principios de la década de 1990. Mientras normalmente compone después de ver un montaje, esta vez comenzó a trabajar después de ver el avance de intriga. Favreau claramente buscó implementar la guitarra «pesada» en la banda sonora, posibilitando que Djawadi compusiera la música con dicho instrumento antes de añadirle unos cuantos arreglos orquestales. Igualmente, el compositor se refirió a la caracterización de Downey del personaje principal como una de sus inspiraciones para los temas de Iron Man (dados sus diversos estados de ánimo), así como el leitmotiv de mujeriego de Stark. Tom Morello, de Rage Against the Machine y Audioslave, contribuyó con música de guitarra adicional para la banda sonora de la película.

## Estreno
Iron Man tuvo su premier en el cine Greater Union, ubicado en la avenida George Street de Sídney, el 14 de abril de 2008. La película salió en cines en los Estados Unidos el 2 de mayo, mientras el estreno internacional se adelantó al 30 de abril.

### Comercialización

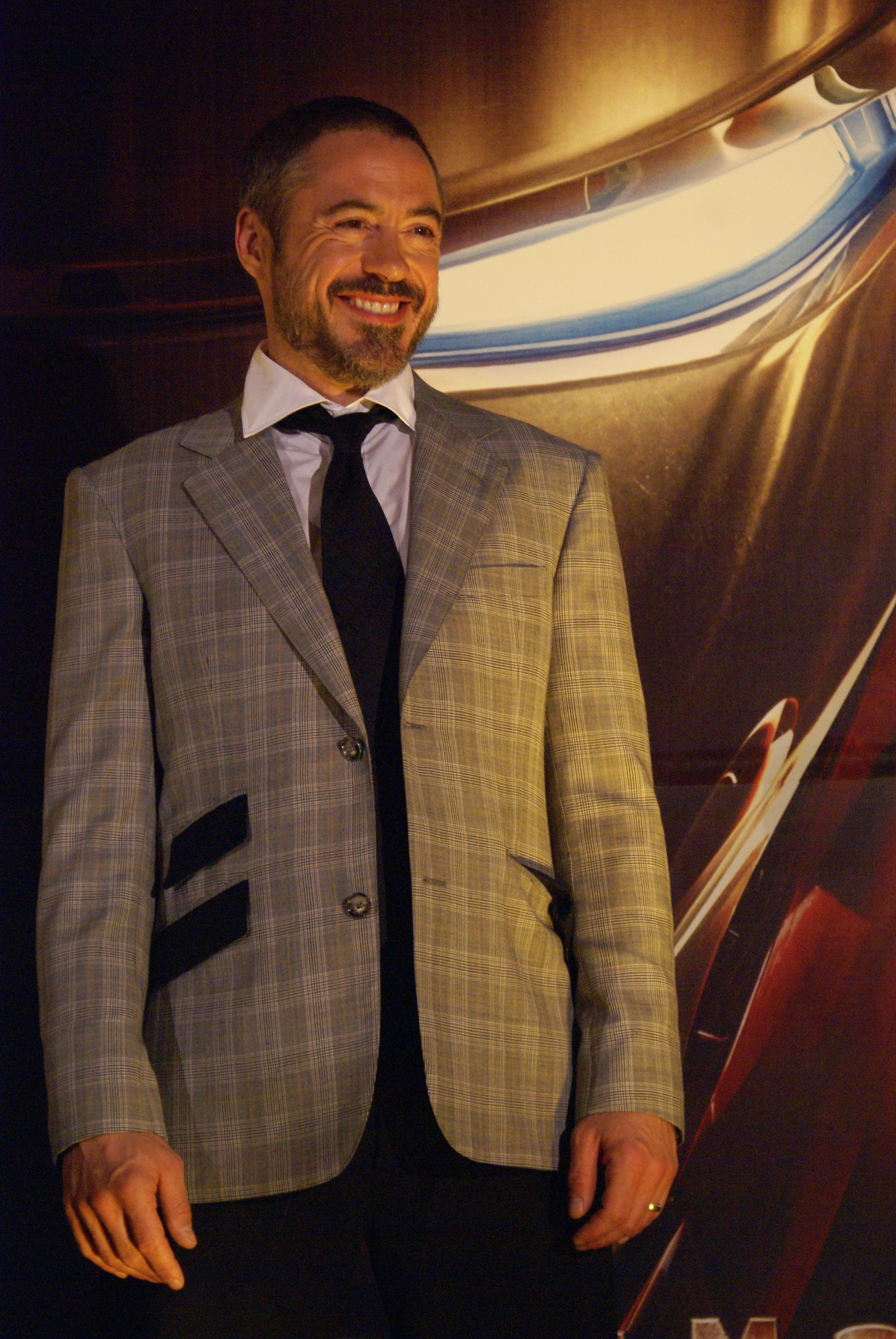
Downey promocionando la película en la Ciudad de México

Marvel y Paramount planificaron una campaña de comercialización de varios millones de dólares para Iron Man, la cual tomaba como base la efectuada para Transformers. En mayo de 2008, Sega lanzó a la venta un videojuego basado en la película para múltiples plataformas de juegos. Downey, Howard y Taub repitieron sus papeles de la película. Un anuncio de 30 segundos sobre la película se transmitió durante un corto comercial del Super Bowl XLII. De igual forma, un total de 6400 tiendas de 7-Eleven en los Estados Unidos ayudaron a promocionar la cinta, sumado al acuerdo que LG Group hizo con Paramount. Hasbro creó figuras de armaduras de la película, así como del Hombre de Titanio (que aparece en el videojuego) y la armadura de los cómics de World War Hulk. Mundialmente, Burger King y Audi promocionaron el filme. Jon Favreau fue el elegido para dirigir un anuncio de televisión de la cadena de comida rápida, tal como Michael Bay lo había hecho para Transformers, largometraje que dirigió. En la cinta, Tony Stark conduce un Audi R8, y también come una «hamburguesa con queso» de Burger King tras su rescate de Afganistán, todo esto como parte del acuerdo de publicidad por emplazamiento con las respectivas empresas. Otros tres vehículos —el sedán Audi S6, el cupé deportivo Audi S5 y el deportivo utilitario Audi Q7— también aparecen en la película. Para la ocasión, Audi lanzó en Internet un nuevo sitio web basado en el filme, semejante a lo que General Motors había hecho en su tiempo para Transformers. Con fines parecidos, Oracle Corporation promocionó el largometraje en su página oficial. Acerca del costo total del que se requirió para la campaña publicitaria, estimaciones arrojan como cifras una cantidad que va desde los $50 hasta los $75 millones. Se publicaron varios cómics relacionados con la película.

### Medios domésticos
La película estrenó en formato DVD y Blu-ray Disc, el 30 de septiembre de 2008 en Norteamérica y el 27 de octubre en Europa. Las ventas del DVD fueron muy exitosas, pues se llegaron a comercializar más de 4 millones de copias en su primera semana de lanzamiento, lo que generó ingresos de más de $93 millones. Hubo un total de 9 millones de copias vendidas, y una ganancia de $160 millones, sin incluir a los Blu-ray. Para la versión casera de la película, la imagen que aparece en el periódico que lee Stark antes de anunciar su identidad de Iron Man debió sufrir alteraciones, ya que el fotógrafo aficionado Ronnie Adams comenzó una demanda en contra de Paramount y Marvel por usar una fotografía suya en dicha escena. En la venta exclusiva en las tiendas de Wal-Mart, la caja de la película incluía un adelanto de la serie Iron Man: Armored Adventures.
La cinta también formó parte de la caja recopilatoria de diez discos titulada «Marvel Cinematic Universe: Phase One - Avengers Assembled», que incluye todas las películas de la Fase Uno en el Universo cinematográfico de Marvel. Fue lanzada el 2 de abril de 2013.

## Recepción

### Crítica

#### Anglosajona
El sitio de reseñas Rotten Tomatoes informó que el 94% de los críticos reaccionaron de manera positiva a la película, con una puntuación promedio de 7.7/10 basada en 266 reseñas. El consenso del sitio dice, «El director Jon Favreau y la estrella Robert Downey Jr. hacen de esta elegante película de superhéroes de alto impacto una que incluso los no aficionados a los cómics pueden disfrutar.» En mayo de 2008, Jen Yamato, revisor de dicho sitio, identificó a Iron Man como la «película mejor puntuada del año hasta ahora», ya que tenía una puntuación del 95% basada en 107 reseñas hasta ese momento. Metacritic le dio a la cinta una puntuación promedio normalizada de 79, basada en 38 reseñas, indicando críticas «generalmente favorables».
Entre la mayoría de las publicaciones acreditadas, Todd McCarthy de la revista Variety llamó a la cinta un «espectáculo de efectos especiales cada vez más entretenido» con «una estilizada limpieza y una energía refrescante», y Kirk Honeycutt de The Hollywood Reporter, aunque elogió a la película, descubrió que «es decepcionante el clima [sic] de la batalla entre los prototipos de Iron Man [...] ¿cómo es que el enemigo de Tony aprende a usar el traje?». En una de las reseñas iniciales de los periódicos más importantes, Frank Lovece del Newsday elogió «la verdad sentimental [...] reparto con un tono perfecto y súper-ciencia muy verosímil» que la hace «fiel a la fuente original mientras que la adapta a tiempos modernos; y reconoce que lo que ha hecho tan duradera a esa fuente no solo es la atractiva tecnología avanzada de un hombre en un traje de metal, sino la condición humana que lo llevó allí.» A. O. Scott de The New York Times llamó a la cinta «una película de superhéroes inusualmente buena. O al menos —ya que ciertamente tiene sus problemas— una película de superhéroes que es buena de un modo inusual.» Roger Ebert del Chicago Sun-Times opinó que «No solo es una buena película de cómic [...], se gana lo suficiente para atraer incluso a los que nunca les han importado los cómics o las películas que estos engendren. Como yo.»
Entre las revistas semanales de mayor prestigio, David Edelstein de la New York denominó a la cinta como «una pieza de mitopoiesis bien formada [...] Favreau no va por unos cortes estilizados de tipo cómic, al menos en la primera mitad. Quiere mostrar algo real; tal vez pienses que estás viendo un thriller militar», en tanto que David Denby de The New Yorker dio una crítica negativa, pues mencionó, «Hay una sensación rutinaria ligeramente deprimente [...] Gwyneth Paltrow, abriendo sus ojos y palpitando, no puede hacer mucho con el anticuado papel de sirvienta de Stark, que lo ama pero no puede decirlo; Terrence Howard, quien interpreta a un militar que persigue a Stark, parece desanimado y prefiere cruzarse de brazos». Todd Gilchrist de IGN reconoció a Downey como «lo mejor» en una película que «funciona en piloto automático, pues ofrece suficiente desarrollo de la trama y detalles de personajes para rellenar esta “historia de origen” ordinaria, mientras los actores dan vida con éxito a sus papeles que de otro modo serían convencionales.» Observando los elementos socioculturales de la película, Cristóbal Giraldez Catalán de Bright Lights Film Journal mencionó que, «Iron Man es mucho más que una simple fantasía mujeriega; es la expresión de la política extranjera estadounidense mostrada sin ningún contexto [...] con una precisión narrativa y directiva, provee una vez más la misoginia tan leal y la retórica antimusulmana por las que Hollywood es tan famoso».

#### Hispanohablante
De manera análoga a su recepción norteamericana, la cinta gozó de cierto impacto en el mercado hispanohablantes, pues a muchos revisores les gustó la cinta en cuanto a sus efectos visuales y su trama. Javier Cortijo del periódico ABC mencionó que la cinta es «[un] divertido trabajo de Jon Favreau [...] sabia elección de Robert Downey Jr. para dar vida a este entrañable fantasma llamado Tony Stark». En cuanto al papel de Downey como el hombre de hierro, el sitio La Off-Off-Crítica menciona que «uniendo su peculiar pasado y su innegable vis cómica, monta un Tony Stark excelente, una especie de cruce simpático entre Pocholo y Edison que a pesar de comportarse por lo general como un bastardo, consigue transmitir que en el fondo es un chico bueno algo desorientado, y al que solo le falta un poco para convertirse en un personaje memorable». Jordi Costa, de Fotogramas, opinó que «Iron Man no es la mejor cinta de superhéroes de la historia, pero sí la que encuentra un estimulante punto medio a través de la puerta de emergencia del cinismo suave y esa ironía bien temperada que, ya en su día, le permitió a Stan Lee fundar una mitología de largo aliento». Virginia Montes, del sitio SensaCine, calificó a la película de intrascendente, aunque agregó, «Es simpática, tiene ritmo, un protagonista carismático y unos secundarios de lujo. No es Shakespeare, pero ¿es que las películas de superhéroes tienen que serlo?». El sitio AlohaCriticón ofreció una reseña un tanto más mixta, pues aunque dijo que «es positivo que el film intente profundizar en las claves de personalidad del futuro superhéroe, en sus anteriores y nuevas motivaciones, y que intente equilibrar los momentos de drama, ciencia-ficción y acción [...] la trama debería reducir los numerosos aspectos tecnológicos de elaboración de la armadura, que ocupan casi una hora de metraje».
De igual manera, CINeol comenta que «Favreau se ha limitado [a] facturar un producto seguro de su funcionamiento, repitiendo mecánicamente la fórmula ya vista muchas veces en este tipo de películas, consiguiendo un acabado formalmente impecable, pero frío cual aleación metálica de la armadura del protagonista» aunque para el sitio, la película fue agradable. Sin embargo, no todas las reseñas concordaban en estos aspectos, pues aun así la cinta obtuvo puntuaciones negativas y reseñas poco halagadoras. El sitio decine21 comentó que «la película es entretenida, pero no memorable [...] Tiene el film, por supuesto, mucha tralla, acentuada con su música, muy ‘heavy metal’, como reclama el férreo protagonista», además que en la reseña se hizo una pequeña nota respecto al parecido visual que guarda con las cintas Transformers y Stealth: la amenaza invisible. Carlos Boyero, del diario El País, mencionó que fue un «producto tan aparatoso como convencional [...] El sentido del humor está ausente en este discurso sobre el bien y el mal [...] Tan previsible como inmediatamente olvidable», en contraste de la ofrecida por Alberto Luchini de El Mundo, que dijo que es «una de las más divertidas, entretenidas y refrescantes adaptaciones a la gran pantalla de un cómic de la Marvel».

### Taquilla
Iron Man recaudó $318 millones en Norteamérica y $266 millones en otros territorios, para una suma total de $585 millones. Mundialmente, fue la octava película con mayor recaudación de 2008. Obtuvo $201.2 millones en su primer fin de semana mundial, lo que la colocó el 39.º puesto en la lista de los mejores fin de semana de estreno de todos los tiempos.

#### Norteamérica
En su primer fin de semana, Iron Man recaudó $986 618 668 en 4105 cines de los Estados Unidos y Canadá, situación que la ubicó en la máxima posición de en taquilla semanal, posicionándose como el décimo fin de semana de estreno más grande en el momento, el noveno estreno más amplio en términos de cines, y el tercer mejor fin de semana de apertura de 2008, detrás de The Dark Knight e Indiana Jones y el reino de la calavera de cristal. En su primer día, recaudó $35.2 millones, logrando el decimotercer día de estreno más grande en el momento, y el 42.º en la actualidad. Iron Man tuvo el segundo mejor estreno para una no secuela, detrás de Spider-Man, y el cuarto mayor estreno para una película de superhéroes. El filme también estuvo en el primer puesto en los EE. UU. y Canadá en su segundo fin de semana, con una recaudación de $51.1 millones, dándole el decimotercer mejor segundo fin de semana y el quinto mejor para una no secuela, además del 31.º en la actualidad. El 18 de junio de 2008, la cinta rebasó la franja de los $300 millones en la taquilla local, primer largometraje del año en lograr tal hazaña.

#### Otros territorios
La película se estrenó en más de 47 mercados alrededor del mundo el 30 de abril, recaudando $30 millones entre el miércoles y el jueves. Para el fin de semana, ya se había estrenado en 57 territorios y ganado más de $96 millones. Sumó otros $25 millones entre el 5 y 6 de mayo. Iron Man quedó en primer lugar en taquilla por otros dos fines de semana más, con ganancias de $39 millones en el segundo y de $25.6 millones en el tercero, llegando a una suma de $206 millones en el extranjero hasta ese momento. Terminó siendo la decimoprimera película con mayor recaudación de 2008 en otros territorios. En ganancias totales, los países en los que más obtuvo después de Norteamérica fueron el Reino Unido ($33.8 millones), Corea del Sur ($25.2 millones) y México ($19.7 millones).

### Premios
Roger Ebert y Richard Corliss nombraron a Iron Man como una de sus favoritas de 2008. La película recibió dos nominaciones a los Premios Óscar en las categorías de mejores efectos visuales y mejor edición de sonido. El American Film Institute la catalogó como una de las diez mejores cintas de dicho año, y la revista Empire la escogió una de sus «500 mejores películas de todos los tiempos». También incluyó a Tony Stark en la lista de los «100 mejores personajes del cine de todos los tiempos». Estuvo nominada a ocho Premios Saturn, ganando en las categorías de mejor película de ciencia ficción, mejor director para Favreau y mejor actor para Downey. En la lista de «Los mejores 100 personajes ficticios» del sitio Fandomania, Iron Man llegó al 37.º. A continuación, una lista detallada con los premios que recibió el filme:
| \| Premio \| Categoría \| Receptores y nominados \| Resultado \| Ref. \| \| ---------------------------------------------- \| --------------------------------------------------------------------- \| ---------------------------------------------------------------- \| ------------------ \| ---------- \| \| Premio Óscar \| Mejores efectos visuales \| John Nelson, Ben Snow, Dan Sudick y Shane Mahan \| Nominados \| [138][139] \| \| Premio Óscar \| Mejor edición de sonido \| Frank Eulnes y Christopher Boyes \| Nominados \| [138][139] \| \| American Film Institute \| Mejores 10 películas del año \| \| octavo puesto \| [140] \| \| Premios BAFTA \| Mejores efectos visuales \| Shane Patrick Mahan, John Nelson y Ben Snow \| Nominados \| [146] \| \| Sindicato de Directores de Arte \| Premio a la excelencia en el diseño de producción \| J. Michael Riva \| Nominado \| [147] \| \| Black Reel Awards \| Mejor actor de reparto \| Terrence Howard \| Nominado \| [148] \| \| Broadcast Film Critics Association \| Mejor película de acción \| \| Nominada \| [149] \| \| Asociación Central de Críticos de Cine de Ohio \| Mejor actor del año \| Robert Downey, Jr. \| Ganador \| [150] \| \| Casting Society of America \| Logro excepcional en reparto, presentación del estudio y drama \| Sarah Halley Finn y Randi Hiller \| Nominadas \| [151] \| \| Cinema Audio Society \| Logro excepcional en mezclas de sonido para películas \| Ed Novick, Lora Hirschberg y Gary A. Rizzo \| Nominados \| [152] \| \| Sindicato de Diseñadores de Vestuario \| Excelencia en cine contemporáneo \| Rebecca Bentjen y Laura Jean Shannon \| Nominadas \| [153] \| \| Premios Empire \| Mejor actor \| Robert Downey, Jr. \| Nominado \| [154] \| \| Premios Empire \| Mejor película \| \| Nominada \| [154] \| \| Premios Empire \| Mejor película de ciencia ficción y superhéroes \| \| Nominada \| [154] \| \| Golden Trailer Awards \| Mejor película de verano \| Ganadora \| [155] \| \| \| Golden Trailer Awards \| Mejor película de acción \| Nominada \| [155] \| \| \| Premios Grammy \| Mejor álbum de banda sonora para medio visual \| Ramin Djawadi \| Nominado \| [156] \| \| Festival de Cine de Hollywood \| Mejores efectos del año \| John Nelson y Ben Snow \| Ganadores \| [157] \| \| Premios Hugo \| Mejor presentación dramática: largometraje \| \| Nominada \| [158] \| \| Irish Film & Television Awards \| Mejor actor internacional \| Robert Downey, Jr. \| Nominado \| [159] \| \| Kids' Choice Awards \| Película favorita \| \| Nominada \| [160] \| \| Las Vegas Film Critics Society Awards \| Mejores efectos especiales \| Ganadora \| [161] \| \| \| MTV Movie Awards \| Mejor interpretación masculina \| Robert Downey, Jr. \| Nominado \| [162] \| \| MTV Movie Awards \| Mejor película del verano hasta el momento \| \| Ganadora \| [162] \| \| MTV Movie Awards \| Mejor película \| Nominada \| \| [162] \| \| Motion Picture Sound Editors \| Mejor edición de sonido - Diálogo y ADR en una presentación fílmica \| Nominada \| [163] \| \| \| Motion Picture Sound Editors \| Mejor edición de sonido - Música para películas \| Nominada \| [163] \| \| \| Motion Picture Sound Editors \| Mejor edición de sonido - Efectos de sonido para una película \| Nominada \| [163] \| \| \| National Movie Awards \| Mejor interpretación masculina \| Robert Downey, Jr. \| Nominado \| [164] \| \| National Movie Awards \| Mejor superhéroe \| Robert Downey, Jr. \| Nominado \| [164] \| \| People's Choice Awards \| Película favorita \| \| Nominada \| [165] \| \| People's Choice Awards \| Película de acción favorita \| \| Nominada \| [165] \| \| People's Choice Awards \| Superhéroe favorito \| Robert Downey, Jr. \| Nominado \| [165] \| \| Premios Satellite \| Mejor montaje \| Dan Lebental \| Ganador \| [166] \| \| Premios Satellite \| Mejor sonido (mezcla y edición) \| Christopher Boyes \| Nominado \| [166] \| \| Premios Satellite \| Mejores efectos especiales \| Ben Snow, Dan Sudek, John Nelson y Shane Mahan \| Nominados \| [166] \| \| Premios Saturn \| Mejor película de ciencia ficción \| \| Ganadora \| [143][144] \| \| Premios Saturn \| Mejor actor \| Robert Downey, Jr. \| Ganador \| [143][144] \| \| Premios Saturn \| Mejor actriz \| Gwyneth Paltrow \| Nominada \| [143][144] \| \| Premios Saturn \| Mejor actor de reparto \| Jeff Bridges \| Nominado \| [143][144] \| \| Premios Saturn \| Mejor director \| Jon Favreau \| Ganador \| [143][144] \| \| Premios Saturn \| Mejor guion \| Mark Fergus, Hawk Ostby, Art Marcum y Matt Holloway \| Nominados \| [143][144] \| \| Premios Saturn \| Mejor banda sonora \| Ramin Djawadi \| Nominado \| [143][144] \| \| Premios Saturn \| Mejores efectos especiales \| John Nelson, Ben Snow, Dan Sudick y Shane Mahan \| Nominados \| [143][144] \| \| Premios del Sindicato de Actores \| Excelente desempeño de dobles de riesgo en una película \| \| Nominada \| [167] \| \| Teen Choice Awards \| Mejor película de acción y aventura \| [168] \| Nominada \| \| \| Teen Choice Awards \| Mejor actor de acción y aventura \| [168] \| Robert Downey, Jr. \| Nominado \| \| Teen Choice Awards \| Mejor actriz de acción y aventura \| [168] \| Gwyneth Paltrow \| Nominada \| \| Teen Choice Awards \| Mejor villano \| [168] \| Jeff Bridges \| Nominado \| \| USC Scripter Award \| Mejor guion \| Mark Fergus, Hawk Ostby, Art Marcum y Matt Holloway \| Nominados \| [169] \| \| Visual Effects Society Awards \| Mejores efectos visuales en una película de efectos especiales \| Ben Snow, Hal Hickel, Victoria Alonso y John Nelson \| Nominados \| [170] \| \| Visual Effects Society Awards \| Mejor efecto visual del año \| Ben Snow, Wayne Billheimer, Victoria Alonso y John Nelson \| Nominados \| [170] \| \| Visual Effects Society Awards \| Mejor personaje animado en una película de acción en vivo \| Hal Hickel, Bruce Holcomb, James Tooley y John Walker \| Nominados \| [170] \| \| Visual Effects Society Awards \| Mejores modelos y miniaturas en una película \| Aaron McBride, Russell Paul, Gerald Gutschmidt y Keiji Yamaguchi \| Nominados \| [170] \| \| Visual Effects Society Awards \| Mejor composición musical en una película \| Jonathan Rothbart, Dav Rauch, Kyle McCulloch y Kent Seki \| Nominados \| [170] \| \| World Stunt Awards \| Golpe más duro \| \| Ganadora \| [171] \| \| World Stunt Awards \| Mejor coordinador de escenas de riesgo y/o director de segunda unidad \| Nominada \| \| [171] \| \| World Stunt Awards \| Mejor escena de riesgo pirotécnica \| Ganadora \| \| [171] \| |                                                                       |                                                                  |                    |                 |
| Premio | Categoría                                                             | Receptores y nominados                                           | Resultado          | Ref.            |
| Premio Óscar | Mejores efectos visuales                                              | John Nelson, Ben Snow, Dan Sudick y Shane Mahan                  | Nominados          | [ 138 ] [ 139 ] |
| Premio Óscar | Mejor edición de sonido                                               | Frank Eulnes y Christopher Boyes                                 | Nominados          | [ 138 ] [ 139 ] |
| American Film Institute | Mejores 10 películas del año                                          |                                                                  | octavo puesto      | [ 140 ]         |
| Premios BAFTA | Mejores efectos visuales                                              | Shane Patrick Mahan, John Nelson y Ben Snow                      | Nominados          | [ 146 ]         |
| Sindicato de Directores de Arte | Premio a la excelencia en el diseño de producción                     | J. Michael Riva                                                  | Nominado           | [ 147 ]         |
| Black Reel Awards | Mejor actor de reparto                                                | Terrence Howard                                                  | Nominado           | [ 148 ]         |
| Broadcast Film Critics Association | Mejor película de acción                                              |                                                                  | Nominada           | [ 149 ]         |
| Asociación Central de Críticos de Cine de Ohio | Mejor actor del año                                                   | Robert Downey, Jr.                                               | Ganador            | [ 150 ]         |
| Casting Society of America | Logro excepcional en reparto, presentación del estudio y drama        | Sarah Halley Finn y Randi Hiller                                 | Nominadas          | [ 151 ]         |
| Cinema Audio Society | Logro excepcional en mezclas de sonido para películas                 | Ed Novick, Lora Hirschberg y Gary A. Rizzo                       | Nominados          | [ 152 ]         |
| Sindicato de Diseñadores de Vestuario | Excelencia en cine contemporáneo                                      | Rebecca Bentjen y Laura Jean Shannon                             | Nominadas          | [ 153 ]         |
| Premios Empire | Mejor actor                                                           | Robert Downey, Jr.                                               | Nominado           | [ 154 ]         |
| Premios Empire | Mejor película                                                        |                                                                  | Nominada           | [ 154 ]         |
| Premios Empire | Mejor película de ciencia ficción y superhéroes                       |                                                                  | Nominada           | [ 154 ]         |
| Golden Trailer Awards | Mejor película de verano                                              | Ganadora                                                         | [ 155 ]            |                 |
| Golden Trailer Awards | Mejor película de acción                                              | Nominada                                                         | [ 155 ]            |                 |
| Premios Grammy | Mejor álbum de banda sonora para medio visual                         | Ramin Djawadi                                                    | Nominado           | [ 156 ]         |
| Festival de Cine de Hollywood | Mejores efectos del año                                               | John Nelson y Ben Snow                                           | Ganadores          | [ 157 ]         |
| Premios Hugo | Mejor presentación dramática: largometraje                            |                                                                  | Nominada           | [ 158 ]         |
| Irish Film & Television Awards | Mejor actor internacional                                             | Robert Downey, Jr.                                               | Nominado           | [ 159 ]         |
| Kids' Choice Awards | Película favorita                                                     |                                                                  | Nominada           | [ 160 ]         |
| Las Vegas Film Critics Society Awards | Mejores efectos especiales                                            | Ganadora                                                         | [ 161 ]            |                 |
| MTV Movie Awards | Mejor interpretación masculina                                        | Robert Downey, Jr.                                               | Nominado           | [ 162 ]         |
| MTV Movie Awards | Mejor película del verano hasta el momento                            |                                                                  | Ganadora           | [ 162 ]         |
| MTV Movie Awards | Mejor película                                                        | Nominada                                                         |                    | [ 162 ]         |
| Motion Picture Sound Editors | Mejor edición de sonido - Diálogo y ADR en una presentación fílmica   | Nominada                                                         | [ 163 ]            |                 |
| Motion Picture Sound Editors | Mejor edición de sonido - Música para películas                       | Nominada                                                         | [ 163 ]            |                 |
| Motion Picture Sound Editors | Mejor edición de sonido - Efectos de sonido para una película         | Nominada                                                         | [ 163 ]            |                 |
| National Movie Awards | Mejor interpretación masculina                                        | Robert Downey, Jr.                                               | Nominado           | [ 164 ]         |
| National Movie Awards | Mejor superhéroe                                                      | Robert Downey, Jr.                                               | Nominado           | [ 164 ]         |
| People's Choice Awards | Película favorita                                                     |                                                                  | Nominada           | [ 165 ]         |
| People's Choice Awards | Película de acción favorita                                           |                                                                  | Nominada           | [ 165 ]         |
| People's Choice Awards | Superhéroe favorito                                                   | Robert Downey, Jr.                                               | Nominado           | [ 165 ]         |
| Premios Satellite | Mejor montaje                                                         | Dan Lebental                                                     | Ganador            | [ 166 ]         |
| Premios Satellite | Mejor sonido (mezcla y edición)                                       | Christopher Boyes                                                | Nominado           | [ 166 ]         |
| Premios Satellite | Mejores efectos especiales                                            | Ben Snow, Dan Sudek, John Nelson y Shane Mahan                   | Nominados          | [ 166 ]         |
| Premios Saturn | Mejor película de ciencia ficción                                     |                                                                  | Ganadora           | [ 143 ] [ 144 ] |
| Premios Saturn | Mejor actor                                                           | Robert Downey, Jr.                                               | Ganador            | [ 143 ] [ 144 ] |
| Premios Saturn | Mejor actriz                                                          | Gwyneth Paltrow                                                  | Nominada           | [ 143 ] [ 144 ] |
| Premios Saturn | Mejor actor de reparto                                                | Jeff Bridges                                                     | Nominado           | [ 143 ] [ 144 ] |
| Premios Saturn | Mejor director                                                        | Jon Favreau                                                      | Ganador            | [ 143 ] [ 144 ] |
| Premios Saturn | Mejor guion                                                           | Mark Fergus, Hawk Ostby, Art Marcum y Matt Holloway              | Nominados          | [ 143 ] [ 144 ] |
| Premios Saturn | Mejor banda sonora                                                    | Ramin Djawadi                                                    | Nominado           | [ 143 ] [ 144 ] |
| Premios Saturn | Mejores efectos especiales                                            | John Nelson, Ben Snow, Dan Sudick y Shane Mahan                  | Nominados          | [ 143 ] [ 144 ] |
| Premios del Sindicato de Actores | Excelente desempeño de dobles de riesgo en una película               |                                                                  | Nominada           | [ 167 ]         |
| Teen Choice Awards | Mejor película de acción y aventura                                   | [ 168 ]                                                          | Nominada           |                 |
| Teen Choice Awards | Mejor actor de acción y aventura                                      | [ 168 ]                                                          | Robert Downey, Jr. | Nominado        |
| Teen Choice Awards | Mejor actriz de acción y aventura                                     | [ 168 ]                                                          | Gwyneth Paltrow    | Nominada        |
| Teen Choice Awards | Mejor villano                                                         | [ 168 ]                                                          | Jeff Bridges       | Nominado        |
| USC Scripter Award | Mejor guion                                                           | Mark Fergus, Hawk Ostby, Art Marcum y Matt Holloway              | Nominados          | [ 169 ]         |
| Visual Effects Society Awards | Mejores efectos visuales en una película de efectos especiales        | Ben Snow, Hal Hickel, Victoria Alonso y John Nelson              | Nominados          | [ 170 ]         |
| Visual Effects Society Awards | Mejor efecto visual del año                                           | Ben Snow, Wayne Billheimer, Victoria Alonso y John Nelson        | Nominados          | [ 170 ]         |
| Visual Effects Society Awards | Mejor personaje animado en una película de acción en vivo             | Hal Hickel, Bruce Holcomb, James Tooley y John Walker            | Nominados          | [ 170 ]         |
| Visual Effects Society Awards | Mejores modelos y miniaturas en una película                          | Aaron McBride, Russell Paul, Gerald Gutschmidt y Keiji Yamaguchi | Nominados          | [ 170 ]         |
| Visual Effects Society Awards | Mejor composición musical en una película                             | Jonathan Rothbart, Dav Rauch, Kyle McCulloch y Kent Seki         | Nominados          | [ 170 ]         |
| World Stunt Awards | Golpe más duro                                                        |                                                                  | Ganadora           | [ 171 ]         |
| World Stunt Awards | Mejor coordinador de escenas de riesgo y/o director de segunda unidad | Nominada                                                         |                    | [ 171 ]         |
| World Stunt Awards | Mejor escena de riesgo pirotécnica                                    | Ganadora                                                         |                    | [ 171 ]         |

## Productos

### Historietas
En 2010, en anticipación al estreno mundial de Iron Man 2, Marvel Comics lanzó a la venta una adaptación en cómic del filme, bajo el título Iron Man: I Am Iron Man! La miniserie –que consistió de únicamente dos ediciones– incorporó en su contenido escenas extra que no se incluyeron en la película en la que se basa.

## Secuelas

### Iron Man 2
En el intento de crear una trilogía, tras el estreno en cines de Iron Man los representantes de Marvel Studios anunciaron que se encontraba en desarrollo una continuación de la película, fijando la fecha de estreno el 30 de abril de 2010. En julio de 2008, después de varios meses de negociaciones, Favreau oficialmente firmó para dirigir el filme. En dicho mes también firmó Justin Theroux para componer el guion, que se basaría en una historia escrita por Downey y el director. La fase del rodaje principal dio comienzo el 6 de abril de 2009, con Downey y Paltrow repitiendo los roles protágonicos. Don Cheadle tomó el lugar de Terrence Howard como Rhodey y Sam Rockwell fue la adición antagónica, personificando a Justin Hammer.

### Iron Man 3
Disney, Marvel Studios y Paramount Pictures anunciaron que el 3 de mayo de 2013 se estrenaría Iron Man 3. Favreau dijo en diciembre de 2010 que no dirigiría la cinta, pues había optado a dirigir Magic Kingdom en su lugar, aunque repitió su papel como Happy Hogan. Shane Black fue el encargado de dirigir la tercera entrega, a partir de un guion gráfico de Drew Pearce. Downey y Paltrow regresaron una vez más en sus papeles como Stark y Potts, así como Don Cheadle como Rhodes, usando el alias Iron Patriot. Guy Pearce apareció como Aldrich Killian y Ben Kingsley como Trevor Slattery.